# Устабаев, Дуст Мухаммедович
Дуст Мухаммедович Устабаев (узб. Dust Muxammedovich Ustaboev; 1887, Катта-Курган, Туркестан — 1964, Москва) — советский государственный и политический деятель, российский революционер.

## Деятельность до революции
Родился в 1887 году в городе Катта-Кургане российского Туркестана. Его отец был сапожником, отцу принадлежала сапожная будка на центральной улице города. В юном возрасте Устабаев поступил в Катта-Курганскую русско-туземную школу, где встретил учительницу Надежду Матвеевну Осташкову, которая сформировала его политические взгляды. 
После смерти отца устроился на работу сторожем в школу. В 1905 году являлся активным участником революционных событий. Работая почтальоном, раздавал листовки и прокламации местному населению. 
В 1913—1914 годах — рабочий чайно-расфасовочной фабрики в Самарканде. За организацию забастовок коллектива был уволен.

- Газета «Правда Востока», 28 августа 1956 года
- Советская прокуратура. Страницы истории. — М.: Юрид. лит. 1982. — С. 67.

## Деятельность после революции
В 1918 году Устабаев вступил в ряды РКП(б). Участвовал в боях против белоказаков и белогвардейцев в Бухарском эмирате. В 1920 году был избран председателем Уездно-городского исполнительного комитета Самаркандского Совета. В декабре 1921 года Всетуркестанский съезд Советов направил его депутатом на восьмой Всероссийский съезд Советов. Постановлением съезда был избран членом ВЦИК.
22 февраля 1921 года назначен Народным комиссаром юстиции, а в июне первым Генеральным прокурором Туркестанской АССР. По совместительству являлся председателем Туркестанской ЧК. За время работы участвовал в ликвидации басмачества. За мужество и отвагу по представлению М. В. Фрунзе был награждён Орденом Боевого Красного Знамени.
В 1924 году работал председателем Среднеазиатского сельскохозяйственного банка.
С 4 июля 1924 года являлся судьёй Верховного суда РСФСР.
С 24 ноября 1924 года — заместитель заведующего отдела национальностей при Президиуме ВЦИК.
В последующие годы занимал различные руководящие партийные должности в Москве и Ташкенте.

Умер в 1964 году в Москве. Похоронен в Ташкенте, Узбекистан.

- Грамота о присуждении звания Почетного Красноармейца
- Приказ о награждении Орденом Красного Знамени
- Выписка о назначении судьей Верховного суда РСФСР
- О назначении в отдел национальностей при Президиуме ВЦИК
- Диплом Устабаева Д.М.
- Членский билет ВЦИК

## Память
- Именем Устабаева названы центральные улицы в городе Ташкент и Самарканд Республики Узбекистан[5].
- Личность Устабаева явилась прототипом одного из главных героев фильма «Пароль — „Отель Регина“» режиссёра Юлдаша Урунбаева, роль которого исполнил актер Хамза Умаров.